# Viréon à tête cendrée
Hylophilus pectoralis
Espèce
Statut de conservation UICN

 LC  : Préoccupation mineure
Le Viréon à tête cendrée (Hylophilus pectoralis) est une espèce de passereaux de la famille des Vireonidae.

## Répartition

Aire de répartition d’Hylophilus pectoralis.

Cet oiseau se rencontre en Bolivie, au Brésil, au Guyana, en Guyane, au Pérou, au Suriname et au Venezuela.

## Classification
Le nom valide complet (avec auteur) de ce taxon est Hylophilus pectoralis Sclater, 1866.
Ce taxon porte en français le nom vernaculaire ou normalisé suivant : Viréon à tête cendrée,.